# The Wind (canción)
«The Wind» —en españolː El viento— es una canción de la cantante y compositora británica PJ Harvey, lanzada el 11 de enero de 1999 como el segundo y último sencillo del álbum Is This Desire? el cuarto en la carrera de la artista. 
Aunque fue precedido por el exitoso sencillo «A Perfect Day Elise», no logró la difusión de este último, lo que le impidió entrar en los listados de otros territorios con excepción del Reino Unido, en donde logró posicionarse el puesto número 29 en la lista de sencillos de dicho país, contando con un vídeo musical dirigido por Maria Mochnacz, habitual colaboradora de Harvey.

## Historia
La canción, que es de la autoría de Harvey, fue inspirada en Santa Catalina de Alejandría, particularmente en su capilla en Abbotsbury. Líricamente trata de la ubicación de la capilla en la cima de una colina, y termina con una interpretación de una oración tradicional que las mujeres usaban para encontrar un esposo. Fue grabada en las sesiones de Is This Desire? entre los años 1997 y 1998 en los Small World Studios en Yeovil y en los Whitfield Street Studios en Londres, siendo coproducida por ella junto a Flood y Head.
El sencillo incluyó tres lados b: «Nina In Ecstasy 2», «The Faster I Breathe The Further I Go» y «Rebecca»; como había sido habitual hasta ese entonces, Island Records editó el tema en los formatos físicos de sencillo en CD y 7". La imagen de la portada fue tomada por Maria Mochnacz durante las sesiones fotográficas de Is This Desire?; en ella se ve a una Harvey mirando de frente y vestida con una playera blanca en la que lleva estampada una boca; una de las portadas fue lanzada en blanco y negro y otra a color. Mochancz junto a Rob Crane estuvieron a cargo del diseño.

## Lista de canciones
| Sencillo en CD en Reino Unido y Alemania 1 1. «The Wind» - 4:06 2. «Nina In Ecstasy 2» - 2:18 3. «The Faster I Breathe The Further I Go» (4 Track Version) - 3:11 Sencillo en CD en Reino Unido y Alemania 2 1. «The Wind» - 4:06 2. «Rebecca» - 3:17 3. «Instrumental #2» - 1:45 CD promocional en Reino Unido 1. «The Wind» - 4:06 2. «Nina In Ecstasy 2» - 2:18 3. «The Faster I Breathe The Further I Go» (4 Track Version) - 3:11 4. «Rebecca» - 3:17 5. «Instrumental #2» - 1:45 | Sencillo en CD promocional en Reino Unido 1. «The Wind» (Edit) - 3:36 2. «The Wind» - 3:58 VHS en Reino Unido 1. «The Wind» - 4:22 Vinilo de 7" en Reino Unido Lado A 1. «The Wind» - 4:06 Lado B 1. «Rebecca» - 3:11 2. «Nina In Ecstasy 2» - 2:18 |

## Posicionamiento en las listas
| País        | Lista (1999)     | Posición |
| ----------- | ---------------- | -------- |
| Reino Unido | UK Singles Chart | 29       |